# Бэтцикл
Бэтцикл (англ. Batcycle) — вымышленный мотоцикл, используемый супергероем Бэтменом в качестве альтернативы Бэтмобилю.

## Вне комиксов

### Телевидение

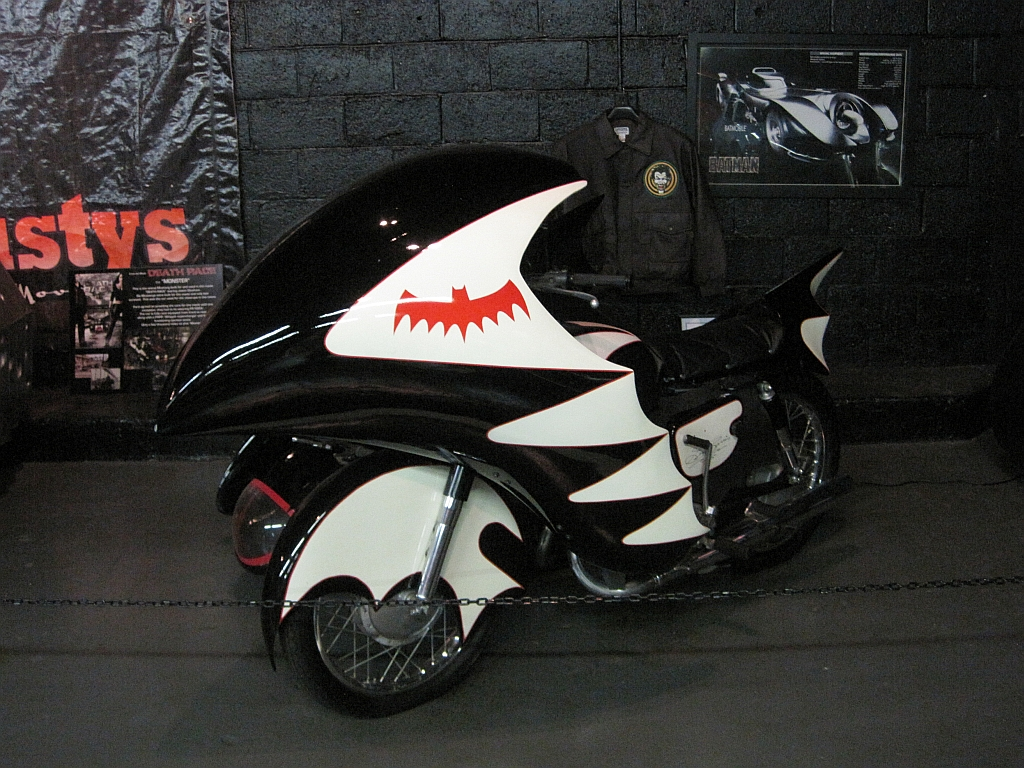
Бэтцикл из телесериала 1966 года (музей Rusty’s TV & Movie Car)

В телесериале 1966 года Бэтцикл представляет собой небольшой мотоцикл чёрного цвета, покрытого несколькими знаками Бэтмена. Он имеет коляску, в которой обычно передвигается Робин.

### Фильмы

#### Бэтмен и Робин

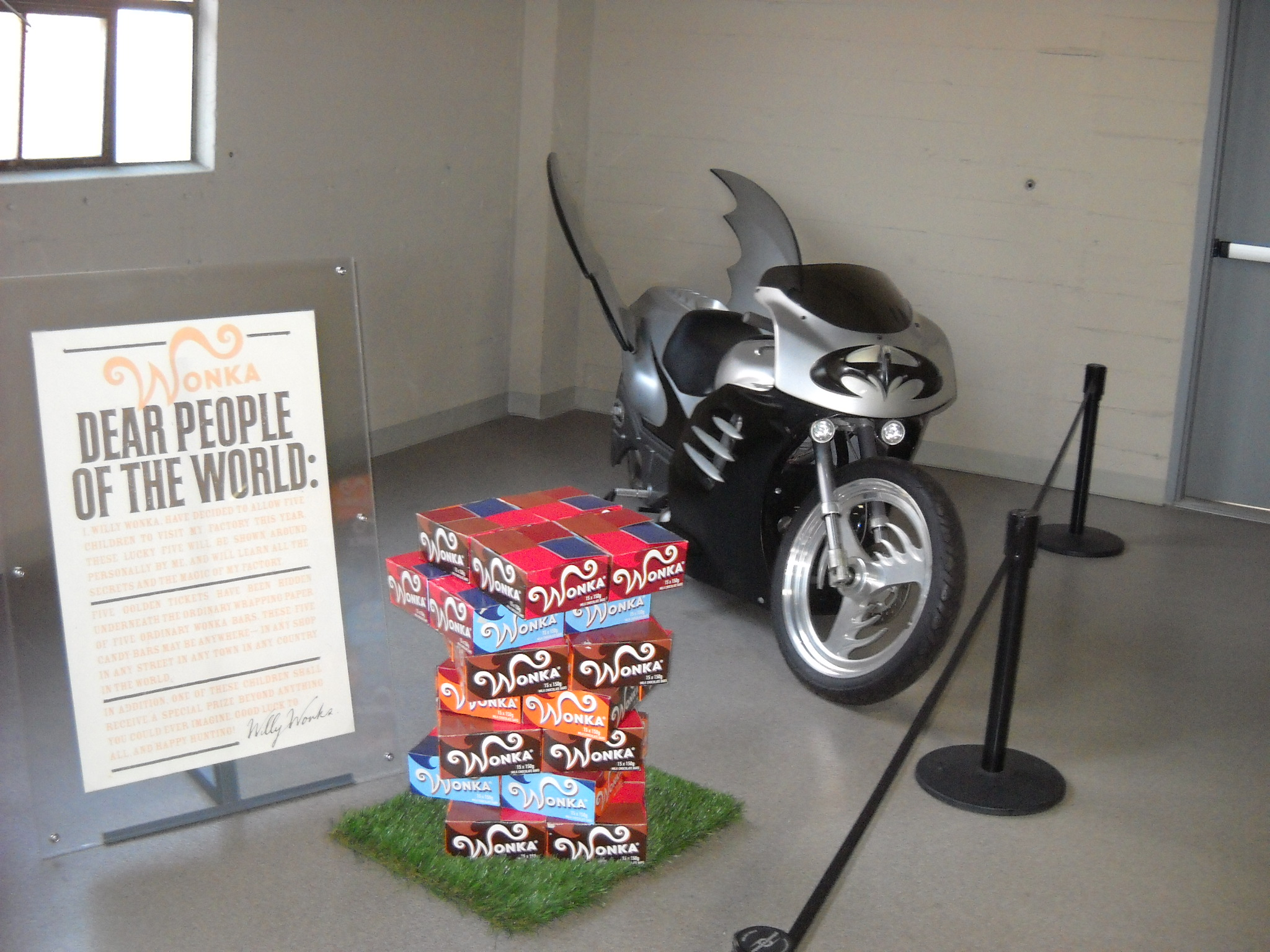
Бэтлэйд в студии Warner Bros.

Бэтблэйд это специализированный мотоцикл, который использует Бэтгёрл в фильме «Бэтмен и Робин». Это транспортное средство может функционировать в самых экстремальных погодных условиях. Бэтблэйд сконструирован из мотоцикла, заднее колесо которого взято от гоночного автомобиля.

#### Трилогия Нолана

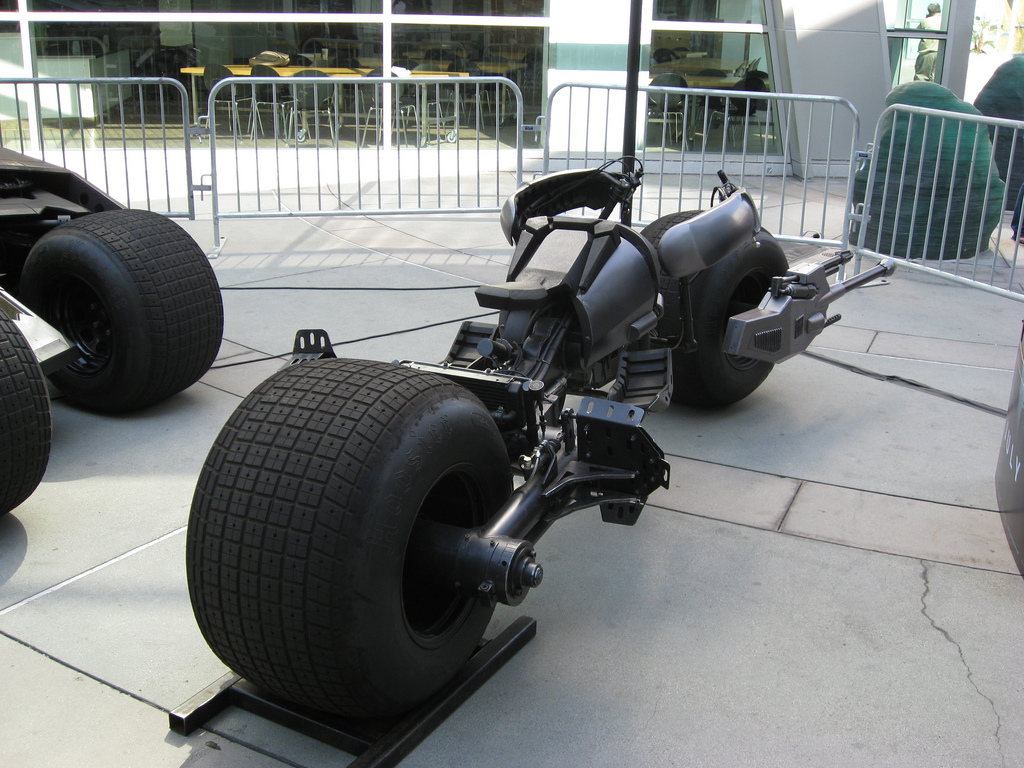
Бэтпод — новый Бэтцикл в трилогии Кристофера Нолана

В трилогии Кристофера Нолана Бэтмотоцикл впервые появляется в «Тёмном рыцаре» и носит название «Бэтпод». Он представляет собой передние колёса и руль Бэтмобиля, отцепляемые от него в случае серьёзных повреждений. Бэтпод управляется руками в положении лёжа на животе, ноги расположены по бокам корпуса на расстоянии около метра друг от друга. Имеет вооружение — пулемёты, гранатомёты и метатель крюка с тросом. Водитель защищён пуленепробиваемым щитком. Колёса Бэтпода обладают двумя степенями свободы, то есть могут двигаться перпендикулярно своей нормальной оси, что служит для дополнительной устойчивости при крутых поворотах и других резких манёврах.
Термин «Бэтпод» в фильме употребляет только Альфред и лишь один раз, причём это единственное устройство, получившее приставку «бэт-» в фильмах Нолана.
В фильме «Тёмный рыцарь: Возрождение легенды» Бэтпод изначально используется Бэтменом, но во время кульминационных событий им пользуется Женщина-кошка.
Макет Бэтпода сделал сам Нолан.

### Видеоигры
Бэтцикл или аналогичные транспортные средства появляются в следующих играх о Бэтмене:
- Batman & Robin
- Batman: Rise of Sin Tzu
- LEGO Batman 2: DC Super Heroes
- LEGO Batman: The Videogame
- The Dark Knight

### Игрушки
В 2005 году Art Asylum создала игрушечную версию Бетцикла для C3 Wets 2 of Minimates. LEGO соединил Бэтцикл с Молотом Харли Квинн для своей линии LEGO Batman. В 2008 году линия Mattell’s Hot Wheels выпустила Бэтцикл версии 1966 года в масштабе 1/50, а в 2009 году выпустила ту же модель в масштабе 1/12.